# Circuito Ricardo Tormo
El Circuito Ricardo Tormo (oficialmente en valenciano: Circuit Ricardo Tormo), es un autódromo de 4,005 km situado en Cheste, en la provincia de Valencia, de la Comunidad Valenciana, España. Fue construido en el año 1999 y está previsto que como mínimo siga albergando el Gran Premio de la Comunidad Valenciana hasta 2031, la última prueba puntuable para el Campeonato del Mundo de Motociclismo. Cuenta con una capacidad para 165 000 espectadores, con 125 000 asientos y tiene el nombre del doble campeón del mundo de motociclismo valenciano Ricardo Tormo (1952-1998)

## Historia
Cheste ha albergado el Gran Premio de la Comunidad Valenciana del Campeonato Mundial de Motociclismo desde el año 1999, así como fechas del Campeonato Mundial de Superbikes, la GP2 Series, la GP3 Series, la European Le Mans Series, el Campeonato FIA GT, el International GT Open, el Campeonato Europeo de Turismos, el Campeonato Mundial de Turismos, el Deutsche Tourenwagen Masters y la Fórmula E.

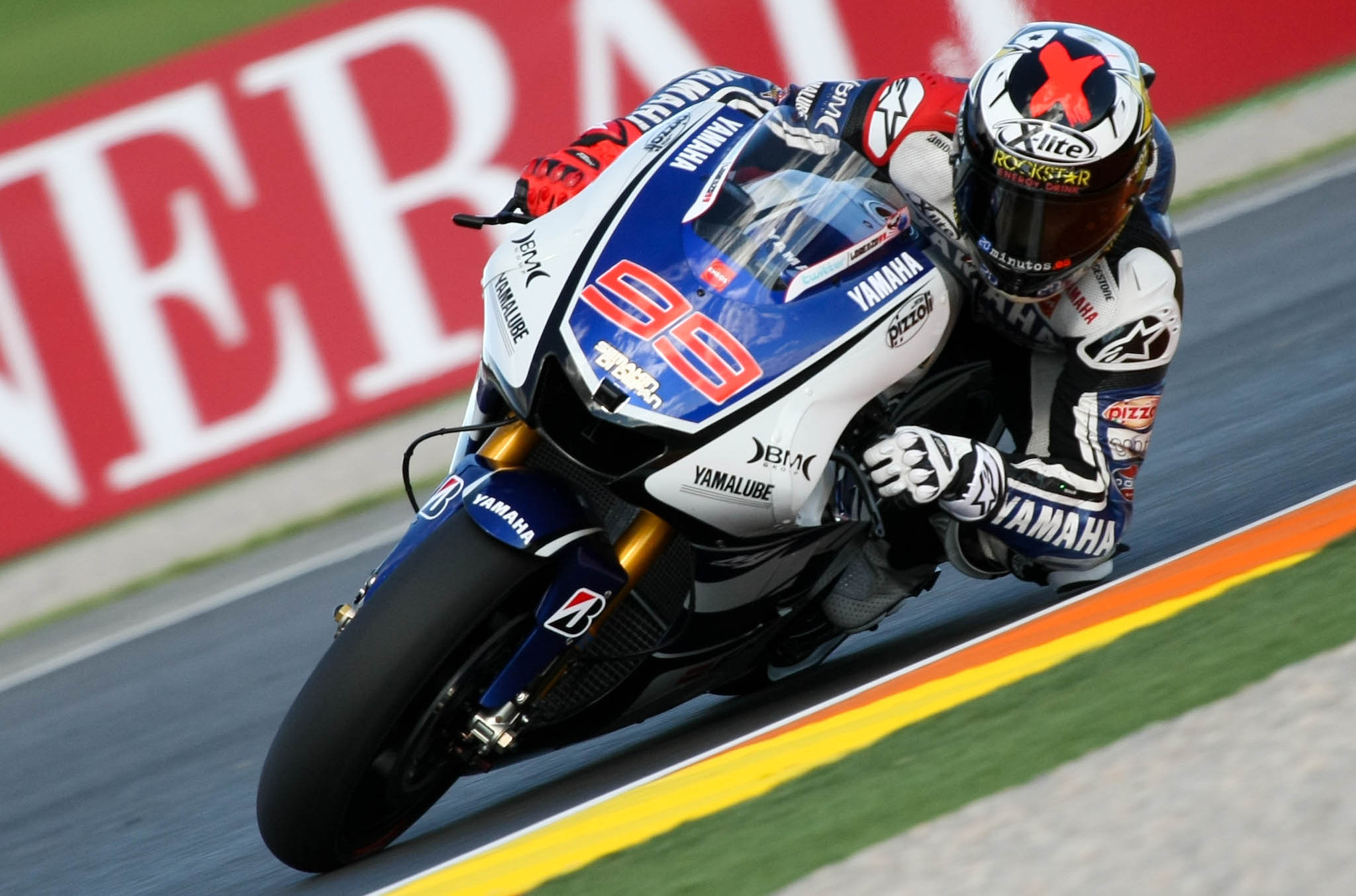
Jorge Lorenzo en el Gran Premio de la Comunidad Valenciana de 2012.

En su diseño se siguió el canon de circuito americano, los conocidos óvalos, al contrario que el tradicional circuito europeo con sus incomodidades provocadas por las soluciones arquitectónicas que impiden la visibilidad completa del trazado. Está ubicado en un solar de un millón y medio de metros cuadrados situados en la partida llamada Cambrillas, dentro del término municipal de Cheste. A tan solo una veintena de kilómetros de la ciudad de Valencia, y apenas quince del aeropuerto de Manises. Por otra parte, dado su clima benigno durante el invierno europeo, muchos equipos europeos de automovilismo y motociclismo utilizan el circuito durante la pretemporada para realizar pruebas. También celebra pruebas de duatlón y de ciclismo.

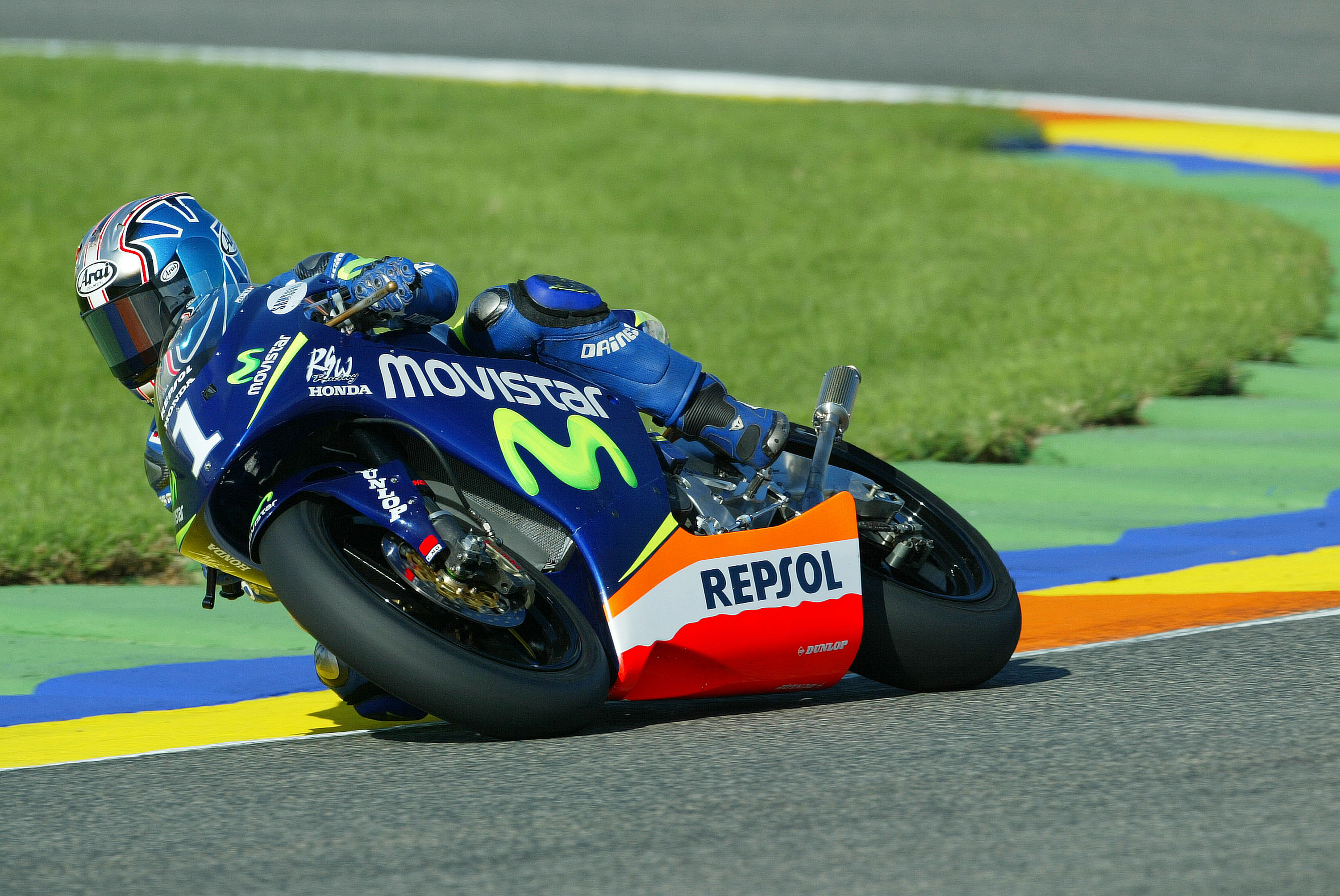
Dani Pedrosa en el Gran Premio de la Comunidad Valenciana de 2005.

El circuito de Cheste (como popularmente se le conoce) consta de cuatro trazados diferentes, el más utilizado es el trazado GP, que está calificado como de categoría 2 por la FIA, lo que significa que puede albergar todo tipo de eventos automovilísticos y de motor, con la excepción de Grandes Premios puntuables para el Campeonato Mundial de Fórmula 1. A principios de 2006 se anunció que se realizarían reformas en el circuito para albergar grandes premios de Fórmula 1. En abril, Bernie Ecclestone ponía a prueba las capacidades del trazado celebrando una ronda de la GP2 Series. Meses más tarde se anunció que los grandes premios finalmente se realizarían en un trazado urbano, el Circuito Urbano de Valencia.
En 2024 fue sede de la tercera edición de los Motorsport Games de la FIA, que se celebró del 23 al 27 de octubre en Valencia, albergando a las disciplinas de circuito, complementando al Aspar Circuit que acogió las pruebas de karting y Cross Car. Después de la anulación del Gran Premio de 2024 por los estragos causados por la DANA, se disputó el Gran Premio Solidario de Barcelona.

## Datos sobre el Trazado
|                           |
| Trazado principal (1999–) |

|                                   |
| Propuesta para el GP de F1 (2006) |

|                                               |
| Trazado de Pretemporada Fórmula E (2018–2019) |

|                              |
| Trazado de Fórmula E (2021–) |

Obras importantes
- 1999: Inauguración
- 2004: Ampliación de las escapatorias de frenada de las curvas 2 y 6. Ampliación de la escapatoria de la curva 11.
- 2012: Asfaltado de las escapatorias de las curvas 1, 2, 6, 10, 11 y 14. Ampliación de la escapatoria de la curva 7.[10]

### Homenajes
- Circuito: Ricardo Tormo, piloto valenciano de motociclismo, 2 veces campeón del mundo en 50cc, fallecido en 1998.
- Curva 1: Jorge Martínez Aspar, piloto valenciano de motociclismo, 3 veces campeón del mundo en 80cc y 1 en 125cc.
- Curva 2: Mick Doohan, piloto australiano de motociclismo, 5 veces campeón del mundo en 500cc.
- Curva 4: Nico Terol, piloto valenciano de motociclismo, campeón del mundo en 125cc.[11]
- Curva 6: Ángel Nieto, piloto de motociclismo madrileño, 7 veces campeón del mundo en 125cc y 6 en 50cc, fallecido en 2017.
- Curva 7: Dedicada al aficionado al motociclismo.
- Curva 8: Bernat Martínez, piloto valenciano de motociclismo fallecido en 2015.[12]
- Curva 11: Jaume Masià, piloto valenciano de motociclismo, campeón del mundo en Moto3.[13]
- Curva 12: Champi Herreros, piloto manchego de motociclismo, campeón del mundo en 80cc.
- Curva 14: Adrián Campos, piloto valenciano de automovilismo fallecido en 2020.[14]
- Otros: Grafiti gigante en el antiguo restaurante, en homenaje a Valentino Rossi tras su retirada en 2021.[15]

## Escuela circuit y Cuna de Campeones
El circuit empezó muy fuerte en materia de formar a pilotos, en 1999 comenzó la Cuna de Campeones, una de las mejores plataformas del país donde iniciarse en el mundo del motociclismo. Hasta 8 categorías ha llegado a tener esta escuela que, durante la mayor parte de su existencia, estuvo apoyada por Bancaja y Bankia. En el 2000 crearon su propia escudería de automovilismo, el equipo se llamó Escuela Lois Circuit, y compitió en la Fórmula Toyota Castrol 1300, en el Campeonato de España de Fórmula Junior 1600, en la Fórmula Nissan 2000 y en el primer año del Campeonato de España de Fórmula 3. Destacan dos campeonatos de escuderías en la Fórmula Junior y uno en la Fórmula 1300 con Borja García a los mandos.
En 2006 inicia sus actividades la escuela de karting del Circuit, a manos de Marco Rodríguez, quien ya había sido el director del equipo de competición. Forma a pilotos jóvenes de cara a la competición, pero también sirve como una buena actividad para aquellos que solo se lo quieran tomar como un hobby.
En 2012 con el apoyo de profiltek, la escuela reapareció en la competición profesional, apoyando a Moisés Soriano en Cedars Autosport para disputar la Temporada 2012 de European F3 Open. En 2018 regresan con un potente programa de apoyo a pilotos valencianos, gracias a la Diputación de Valencia y a la RFEDA. Debutan esta temporada en la Fórmula 4 Española de la mano de Praga España Motorsport, logrando una victoria y seis podios.
Personal escudería 2001
- Director Equipo: Marco Rodríguez
- Director Técnico: Toni Lozano
- Ingeniero: Manuel Pons
- Mecánicos: José Piera, Antonio Baena, Alberto Pérez, José Ramón Osca
- Comunicación: Javier Arias
- Patrocinadores: Lois, Lease Plan, Bancaja, Castrol y Federación de Automovilismo de la Comunidad Valenciana.

## Otros eventos

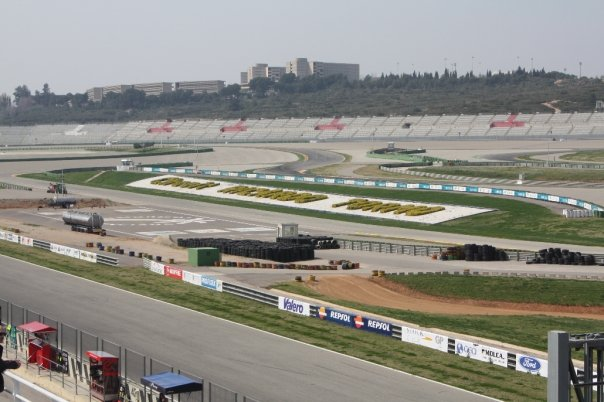
Circuito Ricardo Tormo

- Macroconcierto de Héroes del Silencio (27 de octubre de 2007), perteneciente a la gira Héroes del Silencio Tour 2007. 76.974 espectadores.[19]
- Macroconcierto de Madonna (18 de septiembre de 2008), en su gira Sticky & Sweet Tour. 50.143 espectadores.